# Eva Ortega Paíno
Eva Ortega Paíno (Madrid, 6 de septiembre de 1972) es una bioquímica e investigadora oncológica española, secretaria general de Investigación del Ministerio de Ciencia, Innovación y Universidades desde 2023. Anteriormente, entre 2019 y 2023 fue directora del biobanco del Centro Nacional de Investigaciones Oncológicas (CNIO).En 2023 fue nombrada Secretaria general de Investigación del Ministerio de Ciencia, Innovación y Universidades.

## Trayectoria
Ortega Paíno nació en Madrid en 1972. Desde pequeña tenía claro que quería ser científica. Al finalizar el instituto, se planteó estudiar Arquitectura, pero al final se matriculó en la Facultad de Químicas de la Universidad Complutense de Madrid, que era una forma de acceder a la Bioquímica y la Biología Molecular. Compatibilizó la carrera con un trabajo en el área de administración del Hospital Ramón y Cajal.

### Trayectoria investigadora
Se licenció y doctoró en químicas en la Universidad Complutense de Madrid, con especialidad en bioquímica y biología molecular. Realizó la tesis doctoral en el Hospital Ramón y Cajal sobre inhibidores tumorales, estudiando el papel de las proteínas en la proliferación y crecimiento celular de los tumores “sólidos” inducidos químicamente en ratones. Entre 2002 y 2004 fue investigadora postdoctoral en el departamento de inmunotecnología de la Universidad de Lund. Es investigadora en oncología, gestora y directora científica de biobancos.
Residió durante 17 años en Suecia, donde trabajó en el campo de la oncología y la inmunología, en programas estratégicos de innovación, así como en la red nacional sueca de biobancos Bbmri.se, denominada posteriormente Biobank Sverige. Fue pionera en Suecia en lo que respecta al ARNi y la transfección de células tumorales en suspensión. Trabajó como investigadora en la Universidad de Lund.
Obtuvo, junto a la también investigadora Núria Malats, una beca de la Fundación Ramón Areces para investigar en ciencias de la vida y los materiales en torno a las metástasis cerebrales. Desde septiembre de 2019 forma parte del equipo del Biobanco del Centro Nacional de Investigaciones Oncológicas (CNIO) como directora científica de la unidad.El Biobanco del CNIO, fue el primer banco impulsor de la red de tumores en España y es, para el personal investigador español, la puerta a una de las mayores redes internacionales de biobancos.

### Trayectoria asociativa
Ha desempeñado distintos cargos, como la vicepresidencia de la Sociedad de Científicos Españoles en Suecia (ACES), además de ser la consejera por Suecia del CGCEE (Consejo General Ciudadanía Española en el Exterior) y del CRE (Consejo de Residentes Españoles). En julio de 2019 fue nombrada secretaria general de RAICEX, la Red de Asociaciones de Investigadores y Científicos Españoles en el Exterior,cargo que desempeña hasta finales de 2023.

### Trayectoria política
A finales de 2023, fue nombrada secretaria general de Investigación del Ministerio de Ciencia.

## Premios
- 2023: Premio GEPAC a la "Investigación social y científica en el ámbito oncológico" otorgado por el Grupo Español de Pacientes con Cáncer (GEPAC) por la Red Nacional de Metástasis Cerebral (RENACER) promovida por el Centro Nacional de Investigaciones Oncológicas (CNIO).[14]
- 2023: Premio SIEF otorgado por la Sociedad de Investigadores Españoles en Francia (SIEF) por su labor en el asociacionismo e impulso de los Investigadores españoles en el exterior.[15]
- 2024: Premio Sanitarias otorgado por Redacción Médica que reconoce el liderazgo de la mujer en el sector de la salud.[16]
- 2025: Mención de Reconocimiento otorgada por la Asociación de Científicos Españoles en los Países Bálticos (ACEBaltic) por su apoyo y participación en el evento del Día Internacional de la Mujer y la Niña en la Ciencia y su contribución para hacer de la comunidad científica un espacio más próspero, inclusivo e igualitario.[17]
- 2025: Premio GEPAC a la "Personalidad social más relevante en el ámbito oncológico" otorgado por el por el Grupo Español de Pacientes con Cáncer (GEPAC).[18]

## Vida personal
Es madre de dos hijos y de una hija. La enfermedad de su marido, cáncer de esófago, fue un punto de inflexión en su carrera replanteándose su situación laboral. La Universidad de Lund le ofreció entrar en la Red Nacional de Biobancos Suecos (BBMRI.se), donde estuvo hasta su vuelta a España como directora científica del Biobanco del CNIO.